# Groupe tactique de bataillon

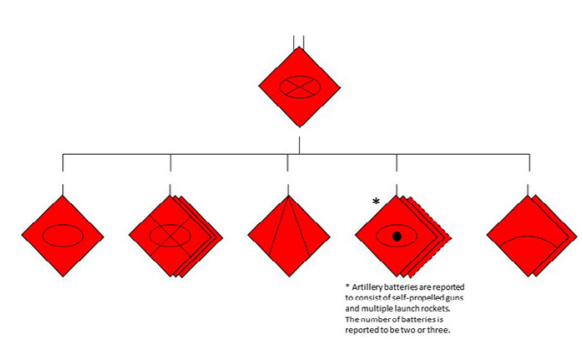
Organigramme d'un BTG classique : de gauche à droite, une compagnie de chars, trois compagnies de fusiliers motorisés, une compagnie antichar, trois batteries d'artillerie et deux batteries antiaériennes.

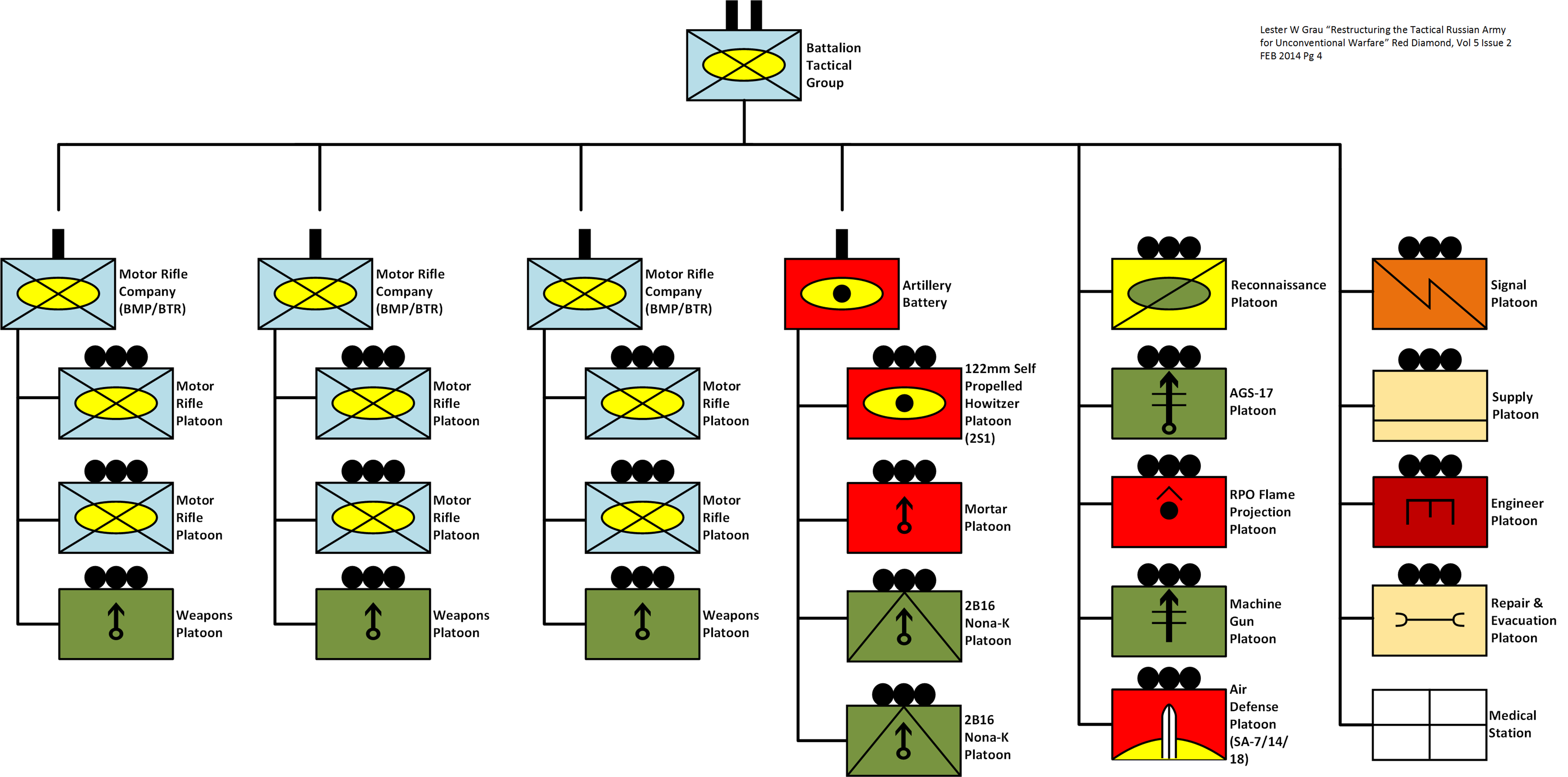
Organigramme plus détaillé (descendant jusqu'au niveau du peloton) d'un BTG, mais cette fois sans unité de tanks, avec moins d'artillerie et peu d'antiaérien.

Un groupe tactique de bataillon, en russe батальонная тактическая группа (БТГ), batalonnaja takticheskaja gruppa (BTG), est un type d'unités militaires de l'Armée de terre russe, équivalent à un groupement tactique interarmes (GTIA) français.
Un BTG (c'est l'abréviation pour l'instant usuelle dans les publications anglophones) est un bataillon renforcé, composé généralement d'un noyau d'infanterie, appuyé par des blindés et de l'artillerie. C'est le principal échelon tactique pour la conduite d'une opération militaire au sein de l'Armée de terre russe. Ce type d'unités est capable de mener un combat interarmes en autonomie, ou intégré dans une brigade de plusieurs BTG.

## Composition
Un BTG est un groupement tactique composé le plus souvent d'un bataillon de fusiliers motorisés (de deux à quatre compagnies d'infanterie) complété par des détachements d'artillerie (de deux à trois batteries chacun de six obusiers lourds), antiaérien, du génie d'assaut, de transmission et de logistique. Chaque BTG compterait de 600 à 800 militaires, ceux renforcés montant à 900.
Les plus puissants ont pour noyau un bataillon d'infanterie mécanisée (avec ses 30 véhicules de combat d'infanterie, modèles BMP-2 ou BMP-3), avec en renfort supplémentaire une compagnie de chars (l'équivalent d'un escadron, composé de dix chars d'assaut T-72B3, T-80 ou T-90) et une batterie de six lance-roquettes multiples (en plus des batteries d'obusiers de 122 ou 152 mm). Les BTG les mieux dotés ont six Pantsir S-1 comme DCA et des obusiers automoteurs comme artillerie,.
Les régiments de tanks russes peuvent fournir chacun jusqu'à deux BTG, ceux-ci composés de trois compagnies de chars, d'une compagnie de fusiliers motorisés, de trois batteries d'artillerie et d'une batterie antiaérienne. Le bataillon central peut avoir une autre spécialité : parachutiste ou aéromobile (dans ce cas le bataillon fait partie des VDV), de reconnaissance blindée, amphibie (de la MRP), etc.

### Exemple
Fin mars 2022, le ministère ukrainien de la Défense publie la liste des membres d'un BTG de la 37e brigade de fusiliers motorisés de la 36e armée, accusés d'avoir commis des crimes de guerre sur des civils : l'unité est composée de 709 militaires, commandée par un lieutenant-colonel, avec pour adjoints deux majors et pour état-major (Штаб) un autre major, un capitaine et un sergent. Il y a :
- trois compagnies d'infanterie mécanisée (7, 8 et 9 МСР), chacune de 66 hommes dont un capitaine ;
- une batterie de mortiers (минбатр) avec 56 hommes ;
- un peloton de lance-roquettes multiple (гв) de 21 hommes ;
- un peloton de reconnaissance (рв) de 25 hommes ;
- une section des communications (вс) de 11 hommes ;
- une section d'approvisionnement (взвод обеспечения) de 29 hommes ;
- une section médicale (медв) de 14 hommes ;
- un peloton de tireurs d'élite (стрелковый взвод снайперов) de 17 hommes ;
- une compagnie de tanks (2 ТР) de 41 hommes ;
- deux batteries d'artillerie (гсабатр) de 41 et de 50 hommes ;
- une batterie antiaérienne à quatre pelotons (зсабатр + зрбатр) de 43 hommes ;
- un peloton de reconnaissance (разведывательный взвод) de 23 hommes ;
- une section de guerre radio-électronique (взвод радиоиэлектронной разведки) de 6 hommes ;
- un peloton de sapeurs (Инженерная рота) de 24 hommes ;
- une section de défense chimique (врхбр) et de lance-flammes (огнеметный взвод) de 10 hommes ;
- une section de communications (рота связи (пунктов управления) de 12 hommes ;
- une section de brouillage radio (взв. радиопомех) de 12 hommes ;
- une escouade de reconnaissance radar (Отделение радиолокационной разведки) de 3 hommes ;
- une section d'évacuation (Эвакуационный взвод) de 5 hommes ;
- un peloton de réparation des véhicules et de l'armement (Ремонтный взвод) de 15 hommes ;
- un peloton de ravitaillement (Автр) de 34 hommes.

## Historique
Si des détachements interarmes avaient été formées temporairement dans le cadre des offensives soviétiques de la Seconde Guerre mondiale, l'Armée soviétique du temps de paix n'utilisait pas ce type d'unités. Des unités tactiques interarmes ad hoc ont été de nouveau mises sur pied lors de la guerre en Afghanistan (1979-1989), puis des première (1994-1996) et seconde (1999-2000) guerres de Tchétchénie, enfin contre la Géorgie (2008).
Après ces expériences, l'Armée de terre russe, dont la structure héritée de l'Armée soviétique subissait les conséquences du vieillissement du matériel et des réductions d'effectif, a été réorganisée : l'échelon de la division est remplacé par des brigades, tandis que des BTG sont créés en leur sein avec le matériel opérationnel et théoriquement uniquement des militaires de carrière, complétés par des conscrits « volontaires » (la Constitution interdit de forcer ces derniers à se battre hors de la fédération). Les BTG sont donc une adaptation à la professionnalisation partielle des forces armées russes. Ces unités doivent être à effectif presque complet et disponibles rapidement.
Cette réforme, lancée par le ministre de la Défense Anatoli Serdioukov en 2008, est partiellement poursuivie à partir de 2012 par son successeur Sergueï Choïgou : d'une part l'Armée russe revient progressivement au système divisionnaire (la plupart des brigades redeviennent des divisions par augmentation d'effectif), d'autre part l'organisation en BTG est étendue à toutes les unités (chaque régiment doit en organiser deux, chaque brigade de deux à trois). Selon une déclaration du chef de l'État-Major général Valeri Guerassimov le 14 septembre 2016, l'Armée russe avait 66 BTG disponibles à cette date, prévoyait d'en avoir 96 à la fin 2016, 115 en 2017 et 125 en 2018.
Après cette réforme, les BTG ont été engagés lors de la guerre du Donbass en 2014 (quatre BTG, dont un lors du siège d'Ilovaïsk) et 2015 (deux dans la bataille de Debaltseve), en Syrie depuis 2015 (un bataillon de la 810e brigade de la MRP sur BTR-82A, avec une compagnie de T-90, pour protéger Tartous et Hmeimim), puis surtout lors de l'invasion de l'Ukraine par la Russie depuis 2022. L'Armée de terre russe alignerait un total de 168 BTG considérés comme opérationnels à l'été 2021. Selon les sources, de 93 à environ 120 ou 150 de ces BTG auraient été déployés aux frontières ukrainiennes pendant l'hiver 2021-2022.
Les armées des alliés de la Russie que sont la Biélorussie, ainsi que les républiques de Donetsk et de Lougansk, ont été réorganisées de la même façon.